# Manhattan Skyline
«Manhattan Skyline» es el cuarto y último sencillo del álbum Scoundrel Days (1986), segundo álbum de a-ha. Es la quinta canción del álbum.

## Video
- Dirección: Steve Barron.
- El video se desarrolla en un periódico o diario inglés y noruego. En el video aparece el diario "Aftenposten" y se puede ver un texto que dice: "Palme-saken nær en løsning?" que traducido al español significa: "¿El caso de Palme a punto de ser resuelto?", que en realidad alude al caso del asesinato de Olof Palme, primer ministro sueco, cometido el 28 de febrero de 1986. El video recuerda al video animado de Take On Me, ya que fue realizado empleando la técnica del rotoscopio.
- Disponible en la recopilación de vídeos Headlines and Deadlines de 1991.

## Información de los sencillos

### Sencillo en vinilo de 7"
- Sencillo de Australia de 7"

Presenta a Manhattan Skyline (Versión Editada) (4:11) y una versión en vivo de We're Looking For The Whales (3:50) grabado el 19 de enero de 1987 en Londres.
- Sencillo de Alemania de 7"

Presenta a Manhattan Skyline (Versión Editada) (4:11) y una versión en vivo de We're Looking For The Whales (3:50) grabado el 19 de enero de 1987 en Londres.
- Sencillo de Alemania de 7" (con Póster)

Presenta a Manhattan Skyline (Versión Editada) (4:11) y una versión en vivo de We're Looking For The Whales (3:50) grabado el 19 de enero de 1987 en Londres.
- Sencillo de Italia de 7"

Presenta a Manhattan Skyline (Versión Editada) (4:11) y una versión en vivo de We're Looking For The Whales (3:50) grabado el 19 de enero de 1987 en Londres.
- Jukebox de Italia de 7"

Presenta a Manhattan Skyline (Versión Editada) (4:11) y a "Looking For A New Love" de Jody Watley
- Sencillo de Japón de 7"

Presenta a Manhattan Skyline (Versión Editada) (4:11) y una versión en vivo de We're Looking For The Whales (3:50) grabado el 19 de enero de 1987 en Londres.
- Sencillo de España de 7"

Presenta a Manhattan Skyline (Versión Editada) (4:11) y una versión en vivo de We're Looking For The Whales (3:50) grabado el 19 de enero de 1987 en Londres.
- Sencillo de UK de 7"

Presenta a Manhattan Skyline (Versión Editada) (4:11) y una versión en vivo de We're Looking For The Whales (3:50) grabado el 19 de enero de 1987 en Londres.
- Sencillo de UK de 7" (con Póster)

Presenta a Manhattan Skyline (Versión Editada) (4:11) y una versión en vivo de We're Looking For The Whales (3:50) grabado el 19 de enero de 1987 en Londres.

### Sencillo en vinilo de 12"
- Sencillo de Australia de 12"

Presenta a Manhattan Skyline (Remix Extendido) (6:46), una Versión en vivo completa de We're Looking For The Whales (6:53) grabada el 19 de enero de 1987 en Londres y a Manhattan Skyline (4:52).
- Sencillo de Alemania de 12"

Presenta a Manhattan Skyline (Remix Extendido) (6:46), una Versión en vivo completa de We're Looking For The Whales (6:53) grabada el 19 de enero de 1987 en Londres y a Manhattan Skyline (4:52).
- Sencillo de España de 12"

Presenta a Manhattan Skyline (Remix Extendido) (6:46), una Versión en vivo completa de We're Looking For The Whales (6:53) grabada el 19 de enero de 1987 en Londres y a Manhattan Skyline (4:52).
- Promoción en España de 12"

Presenta a Manhattan Skyline (Remix Extendido) (6:46), una Versión en vivo completa de We're Looking For The Whales (6:53) grabada el 19 de enero de 1987 en Londres y a Manhattan Skyline (4:52).
- Sencillo de UK de 12"

Presenta a Manhattan Skyline (Remix Extendido) (6:46), una Versión en vivo completa de We're Looking For The Whales (6:53) grabada el 19 de enero de 1987 en Londres y a Manhattan Skyline (4:52).
- Sencillo de UK de 12" (con Póster)

Presenta a Manhattan Skyline (Remix Extendido) (6:46), una Versión en vivo completa de We're Looking For The Whales (6:53) grabada el 19 de enero de 1987 en Londres y a Manhattan Skyline (4:52).
- Sencillo de UK de 12" (Imagen en el Disco)

Presenta a Manhattan Skyline (Remix Extendido) (6:46), una Versión en vivo completa de We're Looking For The Whales (6:53) grabada el 19 de enero de 1987 en Londres y a Manhattan Skyline (4:52).
- Sencillo de Estados Unidos de 12"

Presenta a Manhattan Skyline (Remix Extendido) (6:46), una Versión en vivo completa de We're Looking For The Whales (6:53) grabada el 19 de enero de 1987 en Londres y a Manhattan Skyline (4:52).
- Datos: Q2042906